# La Chapelle-d'Andaine
La Chapelle-d'Andaine è un comune francese di 1 598 abitanti situato nel dipartimento dell'Orne nella regione della Normandia.

## Società

### Evoluzione demografica
Abitanti censiti